# Syphon Filter: Dark Mirror
Syphon Filter: Dark Mirror è il quinto capitolo della serie Syphon Filter (ma il quarto per le avventure di Gabe Logan). Inizialmente, nel 2006, il gioco era disponibile solo per PlayStation Portable. Successivamente ne venne fatto il porting per PlayStation 2.